# Карнавал на Ченто
Карнавалът на Ченто (на италиански: Carnevale di Cento) е исторически карнавал в Италия, който се провежда в град Ченто в Емилия Романя.

## История
Карнавалът в Ченто има древен произход, както се вижда от някои стенописи на художника от XVII век Джовани Франческо Барбиери, известен като Гуерчино, които изобразяват сцени от тържествата и карнавалните тържества в града.
От 1990 г. събитието става важно фолклорно събитие, благодарение на побратимяването му с карнавала в Рио де Жанейро, където в продължение на няколко години дефилират маски от алегоричната кола победител в предишното издание и в постоянното присъствие на италиански и международни личности от шоубизнеса.
Провеждано непрекъснато от 1947 г., през 2014 г. събитието е отменено няколко седмици след началото му. Щетите от земетресението в Емилия-Романя през 2012 г., което удря град Ченто, водят до необходимите операции за обезопасяване на складовете, където са построени алегоричните коли, и най-вече на историческия център на града, където сградите от папиемаше са използвани за парад.  Всъщност парадите от 2013 г. и 2015 г. се провеждат в кръг извън традиционния, вътре в историческия център. 
През 2016 г. карнавалът най-накрая се завръща, за да проследи първоначалния си маршрут, пресичайки градския площад. След пауза през 2021 г. поради пандемията от Ковид-19, събитието се завръща, като планира датите на новото издание между май и юни 2022 г.

## Събитие
Карнавалът в Ченто обикновено продължава 5 недели. Парадите започват в ранния следобед. Карнавалните коли пресичат историческия център няколко пъти, придружени от музика и групи от маскирани фигури, участващи в хореография. Особен е богатият поток от надуваеми и меки играчки, хвърляни от всяка кола към зрителите. На пл. „Гуерчино“ е поставена сцена, където патронът на карнавала представя събитието, винаги придружено от добре познати лица от шоу бизнеса.
Класирането се обявява последната неделя, а клубът победител получава награди. В града също се дава трофей за хвърляне и един за костюми, анимация и музика. 
Последният парад традиционно е последван от изгаряне на местната маска "Тази" (Tasi), придружено от фойерверки; преди да бъде изгорена пред крепостта, Тази чете завещание на местен диалект, в което оставя вещите си на най-познатите на гражданите хора.

## Критики
Появата на маски от други карнавали като тези в Ачиреале, Шака, Путиняно, Масафра, Фояно дела Киана, Виареджо и Фолоника се съобщава няколко пъти на карнавала в Ченто. Трябва да се отбележи, че от втората половина на 1910-те години повечето от карнавалните асоциации са предприели процес на обновяване, което ги води до проектиране, създаване и композиране на маските изцяло на място.